# 里中実華
里中 実華（さとなか みか、9月3日 - ）は日本の漫画家。血液型AB型。広島県出身、在住。デビュー作は『TAKE OFF』。

## 略歴
- 小学生の時から漫画を描き始め、中学生の時に初投稿。高校卒業時デビューした[3]。その後は『ザ マーガレット』（集英社）で読み切り作品を描く。
- 2006年 - 『伝えたくて』が『マーガレット』（集英社）8号に掲載[4]、以降は両誌で読み切り作品を掲載するようになる。
- 2012年 - 『マーガレット』（集英社）9号別冊ふろく『新連載を決めるのは、君だ!!』に掲載された『まりんとゆうれい』が人気投票で1位を獲得し[5][注 1]、同年14号から2013年13号まで連載された。
- 2013年 - 5月31日に京都造形芸術大学マンガ学科において、マンガ概論Iの授業内で特別講義を行った[3]。
- 2015年 - 『マーガレット』（集英社）2号から『雛鳥のワルツ』の連載開始[6]。
- 2017年 - 『マーガレット』（集英社）10号にて『雛鳥のワルツ』を連載終了[7]。
- 2023年 - 『全国書店員が選んだおすすめコミック2023』において『ピンクとハバネロ』が第6位にランクインした[8][9]。

## 作品リスト

### 漫画作品

#### 連載
- まりんとゆうれい（『マーガレット』2012年9号別冊ふろく『新連載を決めるのは、君だ!!』、『マーガレット』2012年14号 - 2013年13号）
- カゲヒナタ[10]（原作：竹内文香、『マーガレット』2013年23号[11] - 2014年6号[12]）
- バイバイ蜜針[13]（『マーガレット』2014年15号[14] - 2014年18号）
- 雛鳥のワルツ（『マーガレット』2015年2号 - 2017年10号）
- 空色レモンと迷い猫（『マーガレット』2017年20号[15][16] - 2019年13号[17]）
- 愛したがりのメゾン（『マーガレット』2019年18号[18] - 2021年13号[19]）
- ピンクとハバネロ（『マーガレット』2021年21号[20] - 連載中）

#### 読み切り
- TAKE OFF（『ザ マーガレット』2004年8月号） - デビュー作。
- 自分革命（『ザ マーガレット』2005年1月号）
- そんな君のトナリ（『ザ マーガレット』2005年11月号）
- 伝えたくて（『マーガレット』2006年8号）
- ありったけのスキをキミに（『ザ マーガレット』2006年5月号）
- メモリーピース（『ザ マーガレット』2006年12月号）
- キャッチボール（『ザ マーガレット』2007年4月号）
- ビギナーズライフ（『ザ マーガレット』2007年8月号）
- キューピッドだって恋をする（『ザ マーガレット』2007年12月号）
- アンバランス（『ザ マーガレット』2008年3月号）
- みらいさがし（『ザ マーガレット』2008年6月号）
- ご褒美ちょーだい!!（『ザ マーガレット』2008年11月号）
- 突然彼氏宣言（『ザ マーガレット』2009年3月号）
- ビター1/2（ハーフ）（『ザ マーガレット』2009年10月号）
- 片恋エスケープ（『マーガレット』2009年20号）
- ただいま勉強中につき。（『ザ マーガレット』2010年3月号）
- 書道ガールズ!!〜わたしたちの甲子園〜（『マーガレット』2010年11号）
- クロスロード（『ザ マーガレット』2010年12月号）
- すきをあげる。（『ザ マーガレット』2011年4月号）
- スイートショーケース（『マーガレット』2011年19号別冊ふろく『夢を叶えるMARGARET』）
- めがねのさなぎ（『マーガレット』2011年23号）
- まりんとゆうれい〜俺とカエル〜（描きおろし） - 『まりんとゆうれい』1巻に収録。
- まりんとゆうれい 番外編（『マーガレット』2012年24号） - 『まりんとゆうれい』2巻に収録。
- まりんとゆうれい 番外編 男子3人友情記[21]（『マーガレット』2013年8号別冊ふろく『NEXT HIT STORY 番外編』） - 『まりんとゆうれい』3巻に収録。
- まりんとゆうれい 番外編 堀のまりん観察記（『マーガレット』2013年12号別冊ふろく『mini マーガレット』） - 『まりんとゆうれい』3巻に収録。
- 女子高生ヒーロー（原作：竹内文香、『ザ マーガレット』2014年6月号）
- アニメ ハイキュー!!×里中実華 アフレコ現場に行ってきた!![22]（『マーガレット』2016年21号）
- サマーブルーブルース（『ザ マーガレット』2017年10月号[23]）
- 空色レモンと迷い猫 単行本描き下ろし漫画
  - 大晦日〜大和side〜 - 3巻に収録。
  - 〜バレンタイン〜[注 2] - 4巻に収録。
  - ロープウェーで告白した直後の2人の話。 - 5巻に収録。
  - *描きおろしマンガ* その後のふたり - 6巻に収録。
- 愛したがりのメゾン 単行本描き下ろし漫画
  - 描きおろしマンガ〜優しい天見くん〜 - 2巻に収録。
  - おまけ 勉強会中 - 3巻に収録。
  - 〜告白のあと〜 - 4巻に収録。
- 愛したがりのメゾンSP番外編[24]（『マーガレット』2021年5号別冊ふろく『プレマ!〜PREMIUM MARGARET〜』） - 『愛したがりのメゾン』5巻に収録。

### 書籍
全て集英社、マーガレットコミックスから刊行されている。
- 『まりんとゆうれい』、2012年 - 2013年、全3巻
  1. 2012年11月22日発売[25]、ISBN 978-4-08-846855-6
  2. 2013年3月25日発売[26]、ISBN 978-4-08-845011-7
  3. 2013年7月25日発売[27]、ISBN 978-4-08-845068-1
- 『雛鳥のワルツ』、2015年 - 2017年、全9巻
- 『空色レモンと迷い猫』、2017年 - 2019年、全6巻
  1. 2017年12月25日発売[28][29]、ISBN 978-4-08-845867-0
  2. 2018年4月25日発売[30]、ISBN 978-4-08-844024-8
  3. 2018年7月25日発売[31]、ISBN 978-4-08-844064-4
  4. 2018年11月22日発売[32]、ISBN 978-4-08-844120-7
  5. 2019年3月25日発売[33]、ISBN 978-4-08-844180-1
  6. 2019年6月25日発売[34]、ISBN 978-4-08-844209-9
- 『愛したがりのメゾン』、2019年 - 2021年、全6巻
  1. 2019年11月25日発売[35][36]、ISBN 978-4-08-844263-1
  2. 2020年3月25日発売[37]、ISBN 978-4-08-844312-6
  3. 2020年7月22日発売[38]、ISBN 978-4-08-844358-4
  4. 2020年10月23日発売[39]、ISBN 978-4-08-844378-2
  5. 2021年2月25日発売[40]、ISBN 978-4-08-844440-6
  6. 2021年7月21日発売[41]、ISBN 978-4-08-844512-0
- 『ピンクとハバネロ』、2022年 - 、既刊12巻（2025年5月23日現在）
  1. 2022年2月25日発売[42][43]、ISBN 978-4-08-844598-4
  2. 2022年5月25日発売[44]、ISBN 978-4-08-844608-0
  3. 2022年8月25日発売[45]、ISBN 978-4-08-844712-4
  4. 2022年11月25日発売[46]、ISBN 978-4-08-844719-3
  5. 2023年3月24日発売[47]、ISBN 978-4-08-844763-6
  6. 2023年6月23日発売[48]、ISBN 978-4-08-844781-0
  7. 2023年10月25日発売[49]、ISBN 978-4-08-844813-8
  8. 2024年2月22日発売[50]、ISBN 978-4-08-844861-9
  9. 2024年6月25日発売[51]、ISBN 978-4-08-844882-4
  10. 2024年9月25日発売[52]、ISBN 978-4-08-843055-3
  11. 2025年1月23日発売[53]、ISBN 978-4-08-843086-7
  12. 2025年5月23日発売[54]、ISBN 978-4-08-843135-2

### その他
- アニマルな男子 パンダ[55]（『東日本大震災チャリティー漫画本 PARTY! SORA』2011年[56][57][注 3]）イラスト寄稿

## 関連人物
- オザキアキラ - アシスタント経験者[58]。『雛鳥のワルツ』7巻に応援イラストを寄せている[59]。
- やまもり三香 - 『愛したがりのメゾン』1巻にイラスト及び帯に推薦文を寄稿している[36]。